# Senador Modestino Gonçalves
Senador Modestino Gonçalves este un oraș în Minas Gerais (MG), Brazilia.